# Palacio de Gimnasia Irina Víner-Usmánova
El Palacio de Gimnasia Irina Víner-Usmánova (llamado anteriormente Palacio de Gimnasia Luzhnikí) es una instalación deportiva localizada en la ciudad de Moscú (Rusia), en el terreno del Complejo Olímpico Luzhnikí.
El desarrollo del proyecto comenzó en 2016, las obras de construcción fueron iniciadas en mayo de 2017. La inauguración del edificio tuvo lugar el 18 de junio de 2019. El inversor de la construcción fue el multimillonario Alisher Usmánov; el complejo deportivo recibió el nombre de su esposa, la entrenadora de gimnasia rítmica Irina Víner.
En 2020, recibió el Premio MIPIM a la «Mejor instalación deportiva y cultural».

## Arquitectura
El edificio tiene una superficie de 23,5 mil m² y cuenta con cinco plantas sobre rasante y una subterránea. Tiene una fachada acristalada de 25-26 m de altura. El proyecto estuvo a cargo del estudio de arquitectura CPU Pride y el diseño fue obra de USM Development. Se diseñó un techo de geometría compleja, similar en forma a una cinta de gimnasia rítmica ondeante.
La parte principal del edificio está ocupada por una arena de 54 × 36 m, que tiene una capacidad para 250 atletas y casi 4000 espectadores. También en la planta baja hay tres salas de entrenamiento, vestuarios para deportistas, salas de entrenadores y jueces, sauna y comedor. En la tercera planta se encuentra un centro de prensa con salón para 150 personas, comentaristas, barra de prensa y talleres. Además, el complejo ofrece un minihotel para deportistas, diseñado para alojar hasta 113 personas.

## Acontecimientos deportivos
- Campeonato Europeo de Escalada de 2020
- Campeonato Europeo de Halterofilia de 2021
- Campeonato Mundial de Escalada de 2021
- Campeonato Europeo de Gimnasia Rítmica de 2023